# Armoriale delle famiglie italiane (Va)
Questo è l'armoriale delle famiglie italiane il cui cognome inizia con la lettera Va.

## Armi

### Vaa
| Stemma | Casato e blasonatura |
| ------ | --- |
|        | Vaaz de Andrada (Molise) D'oro a 3 fasce ondate e nebulose di rosso (citato in DAlena) alias spaccato d'argento e di rosso al leone dell'uno nell'altro (citato in DAlena) |

### Vac
| Stemma | Casato e blasonatura |
| ------ | --- |
|        | Vacca (Saluzzo) Titolo: conti di Frassino, Piedicavallo, Piozzo, Sampeyre, Vignolo; signori di Roddino, Villanovetta; consignori di Belvedere, Cavallerleone, Cervignasco, Ceva, Lagnasco, S. Michele, Torricella, Vernone D'argento, alla vacca di rosso, passante, con il capo d'azzurro alias D'oro, alla vacca di rosso, passante, con il capo d'azzurro alias D'argento, alla vacca di rosso, passante, con il capo d'oro alias D'argento, alla vacca di rosso, con il capo d'azzurro carico di una bordatura e di un giglio d'oro Motto: Sans despartir (citato in (13)) |
|        | Vacca (Villanova) D'azzurro, alla vacca d'oro, accompagnata da tre stelle d'argento, due in capo, una in punta Motto: E forti dulcedo (citato in (13)) |
|        | Vaccà Berlinghieri (Pisa) Partito: nel 1° d'azzurro, alla torre fondata sul terreno e attraversata da un bue fermo sul terreno stesso, il tutto al naturale e accompagnato in capo da una stella a sei punte d'oro; nel 2° di rosso, alla testa d'aquila d'argento sormontata da tre gigli d'argento ordinati in capo tra i quattro pendenti di un lambello dello stesso alias Partito: nel 1° d'azzurro, alla torre fondata sul terreno e attraversata da un bue fermo sul terreno stesso, il tutto al naturale e accompagnato in capo da una stella a sei punte d'oro; nel 2° di rosso, alla testa d'aquila d'argento, e al capo cucito d'Angiò (citato in ASFI) |
|        | Vaccai (Pesaro, Roma) filetto in fascia di nero su troncato di azzurro e di oro - vacca passante di argento sul filetto sull'azzurro - torre al naturale a 2 palchi merlata rispettivamente di 4 e di 3 merli sull'oro (citato in LEOM) |
|        | Vaccarelli (Pisa) D'azzurro, al bue passante d'argento (citato in ASFI) |
|        | Vaccari (Firenze) Di..., alla testa e collo di bue di rosso, e al capo d'Angiò (citato in ASFI) |
|        | Vaccaro (Sicilia) di rosso, alla vacca passante d'oro (citato in GUCA – pag. 571, in Mango e in (17)) (Cenno storico in Famiglie nobili di Sicilia (archiviato dall'url originale il 5 marzo 2016).) |
|        | Vaccarone (Borgo San Martino) Titolo: marchesi di Villa S. Secondo; conti di Conzano D'argento, alla vacca passante sulla campagna erbosa, con la testa di fronte, al naturale, sormontata da una fascia di rosso, alzata, doppiomerlata di sei pezzi, accompagnata da sei stelle d'oro, cucite 3, 3, poste fra i merli alias D'argento, alla vacca passante sulla campagna erbosa, (al naturale?), sormontata da una fascia, alzata, doppiomerlata di sei pezzi, accompagnata da sei stelle, 3, 3, poste fra i merli, il tutto d'azzurro (citato in (13)) |
|        | Vacchelli (Cremona, Bergamo, Bologna) Titolo: cavalieri dell'I. A. d'azzurro, alla vacca pascente al naturale sul terreno di verde, addestrata in capo da una stella d'argento (citato in GUCA – pag. 571) vacca pascente al naturale su terrazzo di verde uscente dalla punta su azzurro - stella (6 raggi) di argento in alto a sinistra (citato in LEOM) d'azzurro, alla vacca passante al naturale sopra un terreno di verde, addestrata in capo da una stella di sei raggi d'argento (citato in BLCR) Immagine in Blasonario Cremonese (archiviato dall'url originale il 7 aprile 2014). |
|        | Vaccheri (Firenze) 3 vacche passanti di oro poste 1,2 quella superiore traversante una bandiera di rosso crociata di argento con l'asta di oro tutto su verde (citato in LEOM) |
|        | Vacchiano (Napoli, Cicciano) d'azzurro al grifo d'oro, rivoltato, passante su una campagna erbosa di verde e mirante una stella (6), pure d'oro, posta nel canton sinistro del capo (citato in NBNA) alias d'azzurro alla vacca d'oro, alata, rivoltata, passante su una campagna erbosa di verde e mirante una stella (8), pure d'oro, posta nel canton sinistro del capo (citato in NBNA, MTFL) |
|        | Vacchino (Mondovì ?) D'azzurro, alla vacca passante, d'oro, con il capo d'azzurro, cucito, carico di tre stelle (6), ordinate in fascia (citato in (13)) |
|        | Vaccis (Torino) D'argento, alla vacca di rosso (citato in (13)) |
|        | Vacha e Vacha Strambio (Barbania, Oglianico, Milano) Titolo: conti di Piè di Cavallo; conti D'argento, alla vacca di rosso, passante per la pianura erbosa, al naturale, con il capo d'azzurro, carico di tre stelle d'argento, ordinate in fascia (citato in (13)) vacca passante di rosso su terrazzo di verde uscente dalla punta su argento - 3 stelle (5 raggi) di argento poste in fascia su azzurro in capo (citato in LEOM) |
|        | Vacherii (Aosta) D'argento, alla torre di rosso, coperta, con il capo del secondo, cuneato di cinque pezzi (citato in (13)) |
|        | Vachieri o Vacheri o Vacherio (Sospello, Nizza) Titolo: baroni di Castelnuovo D'azzurro, a tre vacche al naturale, collarinate di rosso e campanate d'argento alias Di verde, a tre vacche passanti, d'oro, 2, 1, e uno stendardo contravolto, di rosso, crociato d'argento, con il manico d'oro, passante dietro la vacca della punta (citato in (13)) |
|        | Vachini (Tortona) Troncato, al 1° d'argento, alla croce patriarcale trifogliata, d'oro, nascente dalla partizione, al 2° d'azzurro, alla vacca d'argento, passante sulla campagna di verde e accostata da due alberi dello stesso (citato in (13)) |
|        | Vacquer o Vaquer (Cagliari, Nuraminis, Sassari, Villasor, Genova, Roma, Torino, Firenze) Titoli: nob, cav, don e donna Di rosso, troncato da una fascia d'argento caricata da una cometa d'azzurro, ondeggiante in fascia, accompagnata in capo da due teste di moro, attortigliate di bianco ed affrontate, ed in punta da due braccia recise, vestite di azzurro, decussate, impugnanti due spade incrociate, al naturale (citato in CROL, GUCA, SPRE, NBSD, (9)) cometa di azzurro in fascia coda a destra su fascia di argento su rosso - 2 teste di moro al naturale attorcigliate di argento affrontate in alto su rosso - 2 braccia destre recise vestite di azzurro impugnanti con le mani di carnagione 2 spade al naturale incrociate su rosso in basso (citato in LEOM) |

### Vag
| Stemma | Casato e blasonatura |
| ------ | --- |
|        | Vaggi (Orvieto) 3 pigne di oro poste 2,1 su azzurro - fascia ondata di argento su rosso (citato in LEOM) |
|        | Vagginelli (Palermo) Titolo: barone di Cutumino Soprano, barone di Pelo e Merca di oro a quattro uncini di nero posti tre a uno (citato in (14) e in (17)) 4 uncini di nero posti 3,1 su oro (citato in LEOM) (Cenno storico in Famiglie nobili di Sicilia (archiviato dall'url originale il 5 marzo 2016).) |
|        | Vagina (Bairo) Titolo: conti di Castelrosso; baroni di Emarèse D'azzurro, allo scaglione d'oro accompagnato da tre spade d'argento, le superiori inclinate a scaglione, con il capo d'oro (citato in (13)) |
|        | Vagina (Torino) scaglione di oro accompagnato da - 3 spade di argento guarnite di oro in palo punte in alto poste 2,1 su azzurro - capo di oro pieno (citato in LEOM) |
|        | Vaginelli (Messina) d'oro, a quattro uncinetti di nero, posti tre ed un (citato in Mango e in (17)) 4 uncinetti (ramponi) di nero posti 3,1 su oro (citato in LEOM) (Cenno storico in Famiglie nobili di Sicilia (archiviato dall'url originale il 5 marzo 2016).) |
|        | Vagliasindi (Randazzo) Titolo: barone del Castello di Randazzo, nobile dei baroni, barone di rosso al pino al naturale nella pianura di verde, sostenuto da un leone d'oro, un sole dello stesso orizzontale destro (citato in (14)) alias di rosso, al pino nodrito sulla pianura erbosa al naturale, sostenuto da un leoncino coronato d'oro, con un sole dello stesso orizzontale a destra (citato in Mango e in (17)) albero di pino al naturale nodrito su terrazzo di verde uscente dalla punta su rosso accompagnato a destra da - leone rampante coronato di oro e in alto a sinistra da un sole raggiante di oro uscente dal cantone superiore dello scudo (citato in LEOM) (Cenno storico in Famiglie nobili di Sicilia (archiviato dall'url originale il 5 marzo 2016).)                             |
|        | Vaglienti (Pisa, Firenze) Di rosso, al leone d'argento accompagnato da due crescenti affrontati dello stesso posti nei cantoni del capo; il tutto sormontato da tre gigli d'oro ordinati fra i quattro pendenti di un lambello d'azzurro alias Di..., al leone di..., seminato di crescenti montanti di..., e accompagnato da un crescente montante di..., posto nel cantone destro del capo (citato in ASFI) |
|        | Vagnone (Trofarello) Titolo: conti di Celle; signori di Caselette, Castelvecchio, Drosso, Guarene, Piobesi, Reano, Trofarello; consignori di Arignano, Bonavalle, Casalgrasso, Cavoretto, Giaveno, Marentino, Mombello, S. Martino, Vinovo Bandato d'argento e di verde, la seconda banda d'argento carica di una crocetta patente, di nero, la traversa inferiore appuntata (arma antica) alias Bandato d'argento e di verde, la seconda banda d'argento carica di una spada, di rosso alias Inquartato, al 1° e 4° d'argento, all'aquila di nero, beccata e membrata d'oro, al 2° e 3° bandato di verde e d'argento, la seconda banda di verde carica di una crocetta con il piede aguzzo (?), di rosso, sil tutto d'oro, al cinghiale di nero Motto: Faut endurer - Endures - La Dieu merci (citato in (13)) |
|        | Vagnone (San Damiano d'Asti) Titolo: conti di Celle; signori di Borgomaggiore, Castella Bandato d'argento e di verde, la seconda banda d'argento carica di una spada, di rosso (citato in (13)) |
|        | Vagnone (Torino) bandato di argento e di verde la seconda banda di argento caricata da una spada di rosso posta in banda la punta al basso (citato in LEOM) |
|        | Vagnoni (Cesena) (la blasonatura non è stata ancora caricata) (citato in BLCW) Immagine in Blasone Cesenate. |
|        | Vagnucci (Cortona, Firenze) D'azzurro, all'orso levato d'oro, coronato dello stesso, tenente con le branche anteriori un ramo di verde fiorito di tre pezzi di rosso alias D'azzurro, all'orso levato d'oro, coronato dello stesso, tenente con le branche anteriori un ramo di verde fiorito di tre pezzi di rosso, il tutto abbassato sotto il capo di Malta (citato in ASFI) |

### Vai
| Stemma | Casato e blasonatura |
| ------ | --- |
|        | Vai (Prato) vaiato e controvaiato di nero e d'argento; al capo d'Angiò (citato in GUCA – pag. 573) |
|        | Vai (Prato) controvajato di argento e di nero - capo d'Angiò (citato in LEOM) |
|        | Vai (Firenze, Prato) Di rosso, alla banda di vaio (citato in ASFI) alias Interzato in palo: nel 1° di rosso seminato di gigli d'oro; nel 2° di rosso, alla banda di vaio; nel 3° di vaio; il tutto abbassato sotto il capo d'Angiò (citato in ASFI) (DE) Unter 1 blauen Schildhaupt, darin 1 vierlätziger roter Turnierkragen mit je 1 goldenen Lilie zwischen den Lätzen (Capo d'Angiò), 2mal gespalten: Das rechte Feld rot und bestreut mit goldenen Lilien, im Mittleren in Rot 1 Schrägbalken in senkrecht gelegtem silber-schwarzem Pfahlfeh, im linken schwarz-silberner Pfahlfeh (citato in KHIF) alias Interzato in palo: nel 1° di rosso seminato di gigli d'oro; nel 2° di rosso, alla banda di vaio; nel 3° di vaio; il tutto abbassato sotto il capo d'Angiò, il tutto abbassato sotto il capo di Santo Stefano (citato in ASFI) alias Partito: nel 1° di rosso seminato di gigli d'oro; nel 2° di vaio (citato in ASFI) |
|        | Vai (Firenze, Prato) Interzato in palo: nel 1° di rosso seminato di gigli d'oro; nel 2° di rosso, alla banda di verde coperta di pellicce di vaio d'argento; nel 3° di verde, coperto di pellicce di vaio d'argento; il tutto abbassato sotto il capo d'Angiò (Immagine nella Raccolta stemmi Trippini (JPG).) |
|        | Vai o Vai da Verrazzano (Firenze) prima partizione interzata in palo: gigliato di oro su rosso - banda di vajo su rosso - controvajato di argento e di nero - capo d'Angiò (sulla prima partizione) - stella (8 raggi) di rosso accompagnata in alto a sinistra da una losanga di azzurro caricata da un giglio di oro tutto su argento (citato in LEOM) |
|        | Vaiai (Toscana) (DE) In Rot 1 Pfahl in gold-blauem Pfahlfeh (citato in KHIF) |
|        | Vaianello (Catanzaro) D'argento alla pianta di fava uscente dalla punta fogliata e fruttata al naturale (citato in BLCL) |
|        | Vaiani o Vaiani della Vipera (Firenze) Fasciato d'azzurro e d'argento, al capo d'oro caricato dell'aquila dal volo spiegato di nero (citato in ASFI) alias d'azzurro, a due fasce d'argento, al capo d'oro caricato dell'aquila di nero (DE) Unter 1 goldenen Schildhaupt, darin 1 schwarzer Adler, in Blau 2 silberne Balken (citato in KHIF) (citato in KHIF) |
|        | Vaienti (Vicenza) 3 scoiattoli seduti a piombo di nero su banda di argento su rosso (citato in LEOM) |
|        | Vailati (Crema, Offanengo) torre di argento cimata da un albero al naturale fra i 2 merli alla guelfa su azzurro aperta e finestrata del campo - aquila di nero su oro in capo (citato in LEOM) |
|        | Vaini (Cremona) d'azzurro, al leone d'oro coronato dello stesso, impugnante una spada d'acciaio guarnita d'oro (citato in GUCA – pag. 313) |
|        | Vaini (Cremona) Titolo: marchesi di Sigola e di Mairago d'azzurro, al leone d'oro, coronato dello stesso, impugnante con la branca anteriore destra una spada alta in sbarra, armata d'argento, guarnita d'oro (citato in BLCR) Immagine in Blasonario Cremonese (archiviato dall'url originale il 7 aprile 2014). |
|        | Vaini (Milano) leone rampante coronato di oro impugnante con la zampa anteriore destra una spada al naturale posta in sbarra su azzurro (citato in LEOM) |
|        | Vaini d'oro, al leone troncato di rosso, e d'argento (citato in MONT – pag. 106) |

### Vaj
| Stemma | Casato e blasonatura |
| ------ | --- |
|        | Vajola o Vayola (Messina) Titolo: barone del Rotolo d'azzurro al leone coronato d'oro, tenente con le branche anteriori una V maiuscola, racchiudente tre vajole (sfere) d'argento poste due a uno (citato in (14), in Mango e in (17)) leone rampante coronato di oro impugnante con la zampa anteriore destra una lettera V maiuscola romana dello stesso racchiudente 3 palline (vajole) di argento poste 2,1 tutto su azzurro (citato in LEOM) (Cenno storico in Famiglie nobili di Sicilia (archiviato dall'url originale il 5 marzo 2016).) |

### Valc
| Stemma | Casato e blasonatura |
| ------ | --- |
|        | Valcarcel (Napoli) Titolo: nobile di Bitonto d'azzurro a cinque piante di radici d'oro, nel terreno di verde, quella di mezzo più alta (citato in (14)) 5 tronchi tagliati quasi alla radice sradicati al naturale e posti su terrazzo di verde uscente dalla punta quello centrale più alto tutto su azzurro (citato in LEOM) |
|        | Valcarino (Sicilia) di rosso, a cinque monti d'oro sormontati da cinque stelle dello stesso (citato in Mango e in (17)) (Cenno storico in Famiglie nobili di Sicilia (archiviato dall'url originale il 5 marzo 2016).) |
|        | Valcasali (Brisighella) Partito: nel primo di rosso e d'azzurro alla banda diminuita di nero caricata da tre quadrati di bianco ed accostata da tre stelle (5) d'oro; nel secondo d'azzurro alla torre al naturale aperta e finestrata di un pezzo, fondata su una pianura al naturale e cimata da un uccello d'argento. (Archivio di Stato di Faenza, not. T.Lega Zambelli, 18 maggio 1832 - Quadro storico - topografico Gramignani, Brisighella) |

### Vald
| Stemma | Casato e blasonatura |
| ------ | --- |
|        | Valdagni Basso (Vicenza) leone rampante coda bifida di oro spingente con la zampa sinistra anteriore un pezzo di banda di argento verso il canton sinistro del capo tutto su azzurro (citato in LEOM) |
|        | Valdasci o Valdaxi (Messina) spaccato, nel primo d'azzurro a tre sbarre d'oro, addestrato nel capo da una stella dello stesso; nel secondo di rosso, al braccio destro armato al naturale (citato in Mango) diviso; nel 1° d'azzurro, con tre sbarre d'oro, addestrate nel capo da una stella del medesimo; nel 2° di rosso, con un braccio armato d'argento movente del fianco sinistro dello scudo ed impugnante una spada d'argento manicata d'oro alta in isbarra (citato in (17)) (Cenno storico in Famiglie nobili di Sicilia (archiviato dall'url originale il 5 marzo 2016).) |
|        | Valdataro (Molise) (la blasonatura non è stata ancora caricata) (citato in DAlena) |
|        | Valdaura (Sicilia) inquartato: d'argento e d'azzurro al giglio d'oro nel primo e terzo; e a mezzo volo dello stesso spiegato nel secondo e quarto (citato in Mango) |
|        | Valdemonte o De Vaudemont (Molise) (la blasonatura non è stata ancora caricata) (citato in DAlena) |
|        | Valdettaro (Genova) leone rampante di oro su azzurro - albero di quercia al naturale nodrito su terrazzo di verde uscente dalla punta accompagnato da 2 leoni controrampanti di oro tutto su azzurro (citato in LEOM) |
|        | Valdibella (Palermo, Messina) d'oro, al monte di tre cime di verde, movente dalla punta, sostenente due leoni, uno di nero e l'altro di rosso, affrontati e combattenti (citato in Mango) d'oro, con due leoni controrampanti e combattenti, uno di nero, l'altro di rosso, sopra un monte di tre cime di verde movente dalla punta (citato in (17)) (Cenno storico in Famiglie nobili di Sicilia (archiviato dall'url originale il 5 marzo 2016).) |
|        | Valdina o Whart (Palermo, Messina) Titolo: barone di Raccuja, Rocca di Maurojanni; marchese della Rocca; principe di Valdina d'azzurro al guerriero armato d'argento, impugnante con la destra uno scettro dello stesso e la sinistra appoggiata all'elsa della spada (citato in SPRE – Vol. II pag. 377, in Mango e in (17)) (Cenno storico in Famiglie nobili di Sicilia (archiviato dall'url originale il 5 marzo 2016).) |
|        | Valdrighi (Modena) aquila coronata di nero su oro - 3 stelle (6 raggi) di oro poste 1,2 su azzurro - 3 fasce doppiodentate di argento su rosso - rosa al naturale gambuta e fogliata di verde su argento (citato in LEOM) |

### Vale
| Stemma | Casato e blasonatura |
| ------ | --- |
|        | Valente (Molfetta) d'azzurro, al sinistrocherio di carnagione vestito al naturale, tenente un labaro d'argento caricato della divisa: Donum est considere in Domino Christo ruinae Motto: Donum est considere in Domino Christo ruinae (citato in ) |
|        | Valenti (Firenze) Interzato in fascia: nel 1° d'oro, all'aquila dal volo spiegato di nero coronata del campo; nel 2° d'argento, al leone nascente di rosso, tenente una spada alta al naturale; nel 3° d'azzurro, al palo d'oro (citato in ASFI) |
|        | Valenti e Valenti Gonzaga (Mantova) Titolo: marchesi di Montiglio Palato di quattro d'oro e d'azzurro, con il capo d'argento, carico di un leone nascente, di rosso alias Partito, al I inquartato, al 1° e 4° d'oro, all'aquila bicipite, di nero, coronata del campo, al 2° e 3° d'argento, al leone di rosso, posto su un colle, d'azzurro, e sul tutto palato d'oro e d'azzurro; al II di Gonzaga alias Inquartato, al 1° e 4° d'oro, all'aquila di nero, coronata del campo, al 2° e 3° d'argento, al leone di rosso, sostenuto da una collinetta, d'azzurro; e sul tutto palato d'oro e d'azzurro (citato in (13)) |
|        | Valenti o Valente (Novara) D'azzurro, al leone passante, accompagnato in punta da una stella (8), il tutto d'oro, con il capo d'oro, carico di un'aquila di nero alias Troncato, d'oro e di nero, al cavallo d'oro, corrente (citato in (13)) |
|        | Valenti (Palermo) Titolo: baroni d'azzurro al leone d'oro, appoggiato ad una colonna d'argento con base a capitello (citato in (14)) colonna di argento con base e capitello dello stesso affiancata a destra da - leone rampante di oro tutto su azzurro (citato in LEOM) |
|        | Valenti (Montefalco, Trevi, Roma) (d'argento al decusse di nero, caricato nel capo da due stelle a otto raggi del campo) (citato in Degli Abbati) croce di Sant'Andrea di nero le braccia superiori caricate ciascuna di una stella (6 raggi) di oro tutto su argento (citato in LEOM) Notizie storiche nel sito della Associazione Pro Trevi. |
|        | Valenti (Trevi) Titolo: conte di Riosecco (la blasonatura non è stata ancora caricata) Notizie storiche nel sito della Associazione Pro Trevi. |
|        | Valenti 3 pali di oro su azzurro (citato in LEOM) |
|        | Valenti fasciato di argento e di azzurro (8 pezzi) - la prima fascia di argento caricata di 3 stelle (nraggi) di oro poste in fascia (citato in LEOM) |
|        | Valenti Gonzaga inquartato d'oro all'aquila bicipite di nero, coronata del campo, e d'argento al leone di rosso movente dalla campagna d'azzurro; e sul tutto d'oro a due pali d'azzurro (citato in SPRE – Vol. IX pag. 236) |
|        | Valentinese (Toscana) Titolo: conte troncato: nel 1º d'oro pieno; nel 2º d'azzurro, a sei bisanti d'argento 3, 2, 1 (DE) Gold-blau geteilt: Unten 6 silberne Scheiben, 3:2:1 gestellt (citato in KHIF) |
|        | Valentini (Firenze) Di rosso, al leopardo illeonito di... (citato in ASFI) |
|        | Valentini (Toscana) Di rosso, al leone d'argento (DE) In Rot 1 silberner Löwe (citato in KHIF) |
|        | Valentini (Siena) D'azzurro, al sole orizzontale a destra d'oro, e al crescente volto in banda d'argento, posto nel cantone sinistro della punta (citato in ASFI) |
|        | Valentini (Giarre) Titolo: nobili d'azzurro al leone d'oro tenente con la branca anteriore destra una spada d'argento (citato in (14)) leone rampante di oro spada posta in palo di argento in destra su azzurro (citato in LEOM) |
|        | Valentini (Toscana) (DE) In Rot 1 aus dem linken Schildrand hervorkommender geharnischter Rechtarm, 1 silbernen Lilienstab haltend (citato in KHIF) |
|        | Valentini (Ferrara) elefante passante al naturale gualdrappato di rosso sostenente sulla schiena una torre di oro accompagnato in alto da - 3 stelle (6 raggi) dello stesso poste 1,2 tutto su azzurro (citato in LEOM) |
|        | Valentini (Roma, Cassino) 3 spighe di grano incrociate a ventaglio e sormontate da un sole raggiante tutto di oro su azzurro - gemella in banda accompagnata da 2 stelle (5 raggi) poste in sbarra tutto di oro su rosso (citato in LEOM) |
|        | Valentini (Verona) 5 stelle poste in croce di Sant'Andrea (6 raggi) di rosso poste una su fascia di azzurro e 4 nei 4 cantoni dello scudo su argento (citato in LEOM) |
|        | Valentini (Orvieto, Roma) braccio destro uscente da destra vestito di rosso impugnante con la mano di carnagione una clava di legno al naturale tutto su azzurro (citato in LEOM) |
|        | Valentini Arredi (Trevi) (la blasonatura non è stata ancora caricata) Notizie storiche nel sito della Associazione Pro Trevi. |
|        | Valentini di Zenobio (Verona) bandato di oro e di azzurro - frate orante di profilo al naturale nascente dalla partizione su azzurro in capo (citato in LEOM) |
|        | Valentini Pucitelli (San Severino Marche) fascia di rosso su azzurro - sole raggiante di oro in alto su azzurro - monte a 3 cime di oro uscente dalla punta il più alto incoronato all'antica dello stesso - 2 rami di rosa stelati e fogliati di verde fioriti di un solo pezzo di rosso uscenti dalla corona a ventaglio (citato in LEOM) |
|        | Valentinis (Latisana, Milano, Roma) avambraccio destro vestito di azzurro uscente da destra afferrante con la mano di carnagione un ramo di quercia di verde fruttata di oro su scudetto di rosso su - torre quadrata di argento merlata (4 pezzi) alla guelfa su rosso - caricata da giglio di giardino di argento sovrastante la porta aperta del campo - 2 corni da caccia addossati posti in palo partiti di oro e di rosso su partito di rosso e di oro (citato in LEOM) |
|        | Valentino (Torino) Titolo: consignori di Parpaglia Troncato, al 1° d'oro, alla colonna, accostata da due gigli, il tutto di rosso, al 2° d'azzurro, al compasso, accompagnato da tre stelle, il tutto d'oro Motto: Qui cherche Dieu trouve tout (citato in (13)) |
|        | Valentino (Chieri) D'azzurro, al compasso, accompagnato in capo da una mezzaluna, e accostato da due stelle, il tutto d'oro (citato in (13)) |
|        | Valentino (Reggio Calabria) Titolo: nobile di Reggio Calabria d'azzurro al leone al naturale rivoltato, movente dalla cima di un monte di verde, mirante il sole nel cantone sinistro del capo (citato in (14)) leone rampante al naturale rivolto posto sulla cima di un montarozzo di verde uscente dalla punta su azzurro - sole raggiante di oro in alto a destra su azzurro (citato in LEOM) |
|        | Valenziani (Pisa) Di rosso, a tre scaglioni d'argento (citato in ASFI) |
|        | Valeri o Valerio (Carmagnola) Di rosso, alla fascia d'argento (citato in (13)) |
|        | Valeriani (Cesena) (la blasonatura non è stata ancora caricata) (citato in BLCW) Immagine in Blasone Cesenate. |
|        | Valerio (già de Valeris o de Valeri) (Villalvernia - ramo del Tortonese 1525) Troncato di rosso e d'argento al grifone montante, dell'uno nell'altro (citato in (12) - pag. 205) |
|        | Valestri (Reggio Emilia?) fasciato di oro e di nero - la prima fascia di oro caricata di una fascia ristretta e merlata alla ghibellina di 4 pezzi di nero (citato in LEOM) |

### Valf
| Stemma | Casato e blasonatura |
| ------ | --- |
|        | Valfrè o Valfredi (Bra, Torino) Titolo: conte di Andonno, Bonzo, Borgo Sant'Agata; consignore di Montaldo Roero D'azzurro, al leone d'argento, coronato d'oro, fissante una stella dello stesso, posta nel punto destro del capo (citato in (13)) d'azzurro, al leone d'argento coronato d'oro, accompagnato, nel canton destro da una stella dello stesso (citato in (19)) leone rampante di argento coronato di oro fissante - una stella dello stesso (5 raggi) in alto a sinistra tutto su azzurro (citato in LEOM) Cimiero: un leone d'oro Motto: Bene agere et laetari |
|        | Valfredi o Valfredo o Valfrè (Chieri) Titolo: conti di Valdieri; consignori di Castelreinero D'azzurro, al leone d'argento, coronato d'oro, fissante una stella dello stesso, posta nel punto destro del capo Motto: Bien faire passe tout (citato in (13)) |

### Valg
| Stemma | Casato e blasonatura |
| ------ | --- |
|        | Valgrande o Valgrandi (Torino) Titolo: consignori di Altessano Superiore D'argento, a due monti di verde, formanti una valle, con il capo d'oro, carico di un'aquila coronata, di nero (citato in (13)) |
|        | Valguarnera (Palermo, Messina) Titolo: barone del Godrano, Asaro, Bozzetto, Pasquasia; conte di Asaro; marchese di Regiovanni; duca di Arenella; principe di Valguarnera, Ganci, Niscemi d'argento, a due fasce di rosso (citato in SPRE – pag. 360, in Mango e in (17)) 2 fasce di rosso su argento (citato in LEOM) Corona e mantello di principe (Cenno storico in Famiglie nobili di Sicilia (archiviato dall'url originale il 5 marzo 2016).) Ulteriore ragguaglio storico in Famiglie nobili di Sicilia (archiviato dall'url originale il 5 marzo 2016). |

### Vali
| Stemma | Casato e blasonatura |
| ------ | --- |
|        | Valiante (Napoli) Titolo: duca, marchese, predicato di Avena d'azzurro al cipresso al naturale sradicato, accollato da un serpe e sinistrato da un leone d'oro; tutto accompagnato in capo da tre stelle d'argento in fascia, con la campagna di verde (citato in (14)) albero cipresso al naturale sradicato accollato da un serpente di oro e posto su terrazzo di verde uscente dalla punta accompagnato a destra da - leone rampante di oro - 3 stelle (6 raggi) di argento poste in fascia in alto tutto su azzurro (citato in LEOM)                                              |
|        | Valier troncato d'oro e di rosso all'aquila coronata alla dogale, col volo abbassato dell'uno nell'altro (citato in SPRE – Vol. I pag. 477) |
|        | Valier (Venezia) aquila troncata di rosso e di oro coronata dello stesso su troncato di oro e di rosso (citato in LEOM) |
|        | Valignani (Molfetta) spaccato, d'oro e d'argento, nel 1° un'aquila spiegata di nero, nel 2° alla banda d'azzurro caricata di 3 rose d'oro Motto: Decoravit integritatem et servavit odorem (citato in DAlena e in ) |
|        | Valignani (Chieti) Titolo: duchi di Vacri D'oro alla banda di rosso, caricata da 3 rose d'argento, abbassato sotto un capo d'oro caricato dall'aquila dell'Impero D'oro alla banda di rosso caricata di tre rose d'argento; col capo d'oro caricato di un'aquila di nero, coronata del campo D'oro alla banda di rosso caricata di tre rose d'argento; col capo del primo caricato di un'aquila di nero, coronata del campo) (citato in DAlena e in (14)) 3 rose di argento su banda di rosso su oro - capo d'Impero (citato in LEOM) Motto: Decoravit integritatem et servavit odorem |
|        | Valignani (Chieti, Roma) Titolo: baroni di Turri troncato da un filetto di nero: nel 1° d'oro all'aquila di nero coronata del campo; 2° d'oro alla banda di rosso caricata di tre rose d'argento (citato in (14)) filetto in fascia di nero su oro - aquila di nero coronata di oro in alto su oro - 3 rose di argento su banda di rosso su oro in basso (citato in LEOM) Motto: Decoravit integritatem et servavit odorem |
|        | Valimberti (Andezeno) Titolo: signori di Cessole; consignori di Cambiano, Chieri, Revigliasco D'azzurro, alla fascia d'argento, accompagnata da tre stelle, d'oro alias Inquartato, di Valimberti e di Simeoni (citato in (13)) |
|        | Valinotti o Valinotto o Valinoto (Carmagnola) D'azzurro alla fascia d'argento, accompagnata da due stelle d'oro (citato in (13)) |

### Vall
| Stemma | Casato e blasonatura |
| ------ | --- |
|        | Valla (Cuneo) Titolo: conte palatino; nobile Di rosso, a due pali d'oro, con il capo del secondo, carico di un'aquila di nero, bicipite e coronata sulle due teste (citato in (13) e in (19)) Cimiero: un'altr'aquila simile / l'aquila del capo |
|        | Valla (Saorgio) Troncato, d'oro, all'aquila di nero, bicipite e coronata sulle due teste, e d'oro, a due pali di rosso (citato in (13)) |
|        | Valla (Asti) Troncato, al 1° d'azzurro, al leone nascente fissante una stella, posta nel punto destro del capo, il tutto d'oro, al 2° di rosso, a due pali di oro Motto: Quietum nemo impune lacessit (citato in (13)) |
|        | Vallari o Vallaro (Troino, Casale) D'azzurro, al vaglio d'oro, con il capo del secondo carico di un'aquila coronata di nero (citato in (13)) |
|        | Vallati o Valati (Dronero, Cuneo) Di nero, a tre bande d'argento, con il capo d'azzurro, cucito, carico di tre stelle d'oro (2, 1) (citato in (13)) Cimiero: guerriero armato di spada nascente Motto: Ne timeas |
|        | Vallauri (Torino) d'argento, alla lettera V maiuscola di rosso (citato in GUCA – pag. 337) |
|        | Vallauri (Fossano?) Fasciato d'argento e di rosso, alla pianticella d'alloro, [di verde? al naturale?] sradicata, attraversante Motto: Sibi laurea virtus (citato in (13)) |
|        | Valle (Vicenza, Portogruaro, Venezia, Padova, Verona) d'azzurro, alla banda di argento accompagnata da 2 scogli isolati di 3 vette d'oro, l'uno in capo e l'altro in punta (citato in GUCA – pag. 478) banda di argento accompagnata da - 2 monti a 3 cime di oro posti in sbarra su azzurro (citato in LEOM) |
|        | Valle (Vicenza, Portogruaro, Venezia, Padova, Verona) sbarra di oro accompagnata da - 2 scogli ristretti di 3 vette posti in banda dello stesso quello superiore sormontato da una corona di oro tutto su azzurro (citato in LEOM) |
|        | Valle (Vicenza, Portogruaro, Venezia, Padova, Verona) sbarra di rosso su - leone rampante di oro mirante - stella (6 raggi) dello stesso posta in alto a sinistra tutto su argento (citato in LEOM) |
|        | Valle (Cosenza) D'argento a 2 leoni di nero affrontati ed accompagnati da 4 stelle d'azzurro 2 e 2 in palo. (citato in BLCL) |
|        | Valle (Sicilia) Titolo: barone della Crucifia, Cugno d'argento, con due leoni di nero, affrontati e contro rampanti accompagnati da cinque stelle d'azzurro poste 3, 1 e 1, sormontati da una mezz'aquila coronata di nero uscente da una linea arcata del medesimo (citato in (17)) Corona di barone (Cenno storico in Famiglie nobili di Sicilia (archiviato dall'url originale il 5 marzo 2016).)                            |
|        | Valle (Riaglio, Torino) Di rosso, a due pali d'oro Motto: In valle quiescit (citato in (13)) |
|        | Valle (Alba) Inquartato, al 1° e 4° d'argento, alla fascia di rosso a spina di pesce, ripiena e cucita di verde, al 2° e 3° d'argento, al ramoscello di rosaio, al naturale, fiorito di tre pezzi posti in banda (citato in (13)) |
|        | Valle Troncato, al 1° d'oro, all'aquila di nero, bicipite, al 2° d'azzurro, a tre monti di verde, orlati d'argento Motto: In valle quiescit (citato in (13)) |
|        | Valle o De Valle o Della Valle (Andorno) Troncato, al 1° d'azzurro alla stella d'oro, al 2° d'argento, con il tronco noderoso, di verde, posto sulla partizione Motto: In labore requies (citato in (13)) |
|        | Valle Alta (Piemonte, Aosta) Di rosso, al leone d'oro (citato in (13)) |
|        | Valle Carcano Titolo: consignori di Lessolo Troncato, al 1° di rosso, al leone d'oro, marinato, al 2° di nero, al cigno d'argento, sormontato da un'ascia dello stesso, posta in fascia (citato in (13)) |
|        | Vallemani (Fabriano) fascia scaccata di nero e di argento (2file) accompagnata da - 6 stelle (6 raggi) di oro poste 3 in alto in fascia e 3 in basso poste 1,2 - sole nascente dal capo raggiante di oro su azzurro - scaglione scaccato di argento e di nero (2file) a piombo uscente dalla punta tutto su azzurro (citato in LEOM)                                                                                            |
|        | Vallencani (Fabriano) Titolo: conti D'azzurro, alla fascia scaccata d'argento e di nero, di due file, alzata, accompagnata in capo da un sole d'oro, in punta da uno scaglione, scaccato d'argento e di nero, di due file, sormontato da tre stelle d'oro, ordinate in fascia (citato in (13)) |
|        | Vallerioto (Virle, Carignano) D'argento, alla torre di rosso, di due palchi (citato in (13)) |
|        | Valleron d'Orquevaux (Firenze) Partito: nel 1° d'azzurro, a due bracci d'argento affiancati in palo e con le mani unite tenenti una spada alta dello stesso, guarnita d'oro, e accostati da due cuori di rosso, infiammati d'oro; nel 2° d'azzurro, alla fascia-scaglione d'oro, accompagnata da tre stelle a otto punte dello stesso, 2.1, le due ai lati dello scaglione e sotto la fascia, e l'una in punta (citato in ASFI) |
|        | Vallesi (Empoli, Firenze) Di..., al leone di..., sormontato da un giglio di...; e alla fascia attraversante di..., caricata di quattro stelle a otto punte di... (citato in ASFI) |
|        | Valletti (Giaveno) Titolo: consignori di Giaveno D'argento, a due rami di alloro, di verde, posti in ghirlanda e decussati in capo e in punta, racchiudenti tre fasce, di verde, scorciate Motto: Praecedentibus sudoribus (citato in (13)) |
|        | Valletti (Giaveno) Titolo: consignori di Giaveno D'azzurro, a tre gigli d'oro, sormontati da un volo d'argento Motto: In altum vehunt (citato in (13)) |
|        | Valletti o Valetti (Moncalieri) Troncato, al 1° d'azzurro, alla stella d'oro, al 2° d'argento, al ramoscello d'alloro di verde Motto: Virtute valet (citato in (13)) |
|        | Valli (Ponsacco, Pisa) Troncato: nel 1° d'argento, alla stella a otto punte d'oro; nel 2° d'azzurro, al monte di tre cime d'oro; e alla fascia di rosso passata sulla troncatura (citato in ASFI) |
|        | Valli (Firenze) Troncato: nel 1° d'azzurro, alla stella a otto punte d'oro; nel 2° di rosso, al monte di tre cime d'oro sostenuto dal terreno al naturale; e alla fascia diminuita d'argento passata sulla troncatura (citato in ASFI) |
|        | Valli o Valli della Vipera (Toscana) (DE) In Blau 1 1 rechtes grünes Schräguntereck besetzender goldener Dreiberg, oben begleitet von 1 achtstrahligen goldenen Stern und 1 silbernen Balken untereinander (citato in KHIF) |
|        | Valli o Valli della Vipera (Toscana) (DE) Durch 1 roten Balken geteilt: Oben in Blau 1 achtstrahliger goldener Stern in der Ortstelle, unten 1 naturfarbener Himmel, überdeckt von 1 1 grünen Schildfuß besetzenden natürlichen silbernen Berg (citato in KHIF) |
|        | Valli (Ravenna) fascia di rosso su troncato di argento e di azzurro - stella (8 raggi) di oro sull'argento - monte a 3 cime di oro sull'azzurro (citato in LEOM) |
|        | Vallin (Francia) (la blasonatura non è stata ancora caricata) (citato in DAlena) |
|        | Vallino (Milano, Cavagnolo, San Sebastiano) Titolo: nobile, consigniori di Cavagnolo e di San Sebastiano (D'azzurro al leone rampante d'oro sostenuto da un monte di tre cime di verde.) (citato in SUBL) |
|        | Vallisnieri o Vallisneri (Reggio Emilia, Modena, Roma, Sardegna) cane levriero di argento corrente collarinato di oro su fascia di rosso su oro - stella (6 raggi) di rosso in alto su oro (citato in LEOM) |
|        | Vallisnieri o Vallisneri (Reggio Emilia, Modena, Roma, Sardegna) cane levriero di argento collarinato di oro passante su fascia di rosso su oro - aquila coronata di nero posata sulla fascia su oro (citato in LEOM) |
|        | Vallone o Baglione (Messina) (partito: il 1º d'argento, alla fascia d'azzurro; il 2º scaccato di otto file e tre tiri d'azzurro e d'argento) (citato in Mango) |

### Valm
| Stemma | Casato e blasonatura |
| ------ | --- |
|        | Valmacca Titolo: signori di Valmacca; consignori di Monale e Bastia D'argento (?), all'aquila di nero, coronata d'oro (citato in (13))                                            |
|        | Valmarana o Valmorana (Vicenza, Venezia) d'azzurro, alla banda di fusi accollati d'oro (citato in GUCA – pag. 279) banda formata da 5 losanghe di oro su azzurro (citato in LEOM) |
|        | Valmarini (Asolo) (la blasonatura non è stata ancora caricata) (citato in DAlena)                                                                                                 |
|        | Valmori (Firenze) Di..., a due teste di moro affrontate di..., attortigliate di... (citato in ASFI)                                                                               |

### Valo
| Stemma | Casato e blasonatura |
| ------ | --- |
|        | Valori di nero, all'aquila d'argento, seminata di crescenti montanti di nero, e caricata di una crocetta potenziata di rosso, posta nel cuore (citato in MONT – pag. 144) (DE) In Schwarz 1 mit liegenden schwarzen Halbmonden bestreuter silberner Adler, belegt mit 1 roten Kreuz (citato in KHIF) |
|        | Valori (Firenze) Di nero, all'aquila dal volo abbassato d'argento, seminata di crescenti del campo alias Di nero, all'aquila dal volo abbassato d'argento, seminata di crescenti del campo e caricata nel cuore di una crocetta di rosso alias Di nero, all'aquila dal volo abbassato d'argento, seminata di crescenti del campo e caricata nel cuore di uno scudetto del Popolo fiorentino (citato in ASFI) |
|        | Valori (Firenze) D'azzurro, a due bolzoni decussati d'oro, e al capo cucito d'Angiò (citato in ASFI) |
|        | Valori (Viterbo) (la blasonatura non è stata ancora caricata) (immagine dello Stemmario reale di Baviera.) |
|        | Valoriani (Firenze) Di..., alla banda doppiomerlata di... (citato in ASFI) |
|        | Valotti (Brescia) fascia convessa a forma di arcobaleno di rosso di verde e di azzurro su oro sormontata da - un'ala spiegata sinistra di nero (citato in LEOM) |

### Valp
| Stemma | Casato e blasonatura |
| ------ | --- |
|        | Valperga (Piemonte) Titolo: marchesi di Bossolasco, Caluso, Cessole, Entraque, Incisa, Loazzolo, Morano, Perletto e Olmo, Roccaverano, Salussola, Thônes; conti di Barone, Borgaro, Borgo d'Ale, Dusino, Eze, Masino, Mazzè, Montegrosso, Solonghello, Valperga, Viù; baroni di Chevron, Coarazze, Cusy, S. Marzanotto; signori di Alice Castello, Bonvillaret, Camerano, Castellino de' Voltis, Castelvecchio, Cercenasco, Cossano Canavese, Denice, Dorzano, Felizzano, Fubine, La Turbie, Maglione, Mercenasco, Meugliano, Mongrando, Montaldo, Montuè, Oglianico, Pont e valli, Pratiglione, Rivara, Rivarossa, Roppolo, S. Damiano, Strambinello, Valdichiesa, Villard-sous-Salève; consignori di Agliano, Azeglio, Baio, Bairo, Barbania, Bergolo, Boisy, Bosia, Brusasco, Candia, Casasco, Caselette, Castellamonte, Castelletto Uzzone, Castelnuovo, Castino, Cavagnolo, Cavoretto, Conzano, Cortemiglia, Corveglia, Cossombrato, Genola, Gorrino, Monale, Monesiglio, Niella, Ottiglio, Rivarolo, Saluggia, S.ta Giulia, Terruggia, Villarbasse Fasciato d'oro e di rosso, alla pianta di canapa, d'argento, sradicata di verde, fiorita d'argento, attraversante alias Fasciato d'oro e di rosso, alla pianta di canapa, d'argento, sradicata, attraversante alias Inquartato, al 1° e 4° d'oro, a cinque bande di rosso (Del Carretto), al 2° e 3° controinquartato, al I e IV d'oro, all'aquila bicipite di nero, coronata dello stesso, al II e III di rosso, al capo d'oro (Lascaris), sul tutto di Valperga alias Fasciato di rosso e d'oro, alla pianta di canapa, d'argento, sradicata di verde, fiorita d'argento, attraversante alias Fasciato d'oro e di nero, alla pianta di canapa, al naturale, attraversante Motto: Ferme toi - Felix qui potuit cognoscere causas - Totius quo altius - Un tardo savio raggiunge un uomo veloce (citato in (13)) |
|        | Valperga di Masino (Torino) pianta di canapa di argento a 3 rami a forma di ventaglio sradicata su fasciato di oro e di rosso (citato in LEOM) |
|        | Valperga di Masino (Torino) pianta di canapa di argento a 3 rami a forma di ventaglio sradicata su scudetto fasciato di oro e di rosso su - 5 bande di rosso su oro - aquila bicipite di nero coronata dello stesso su oro - rosso pieno con il capo di oro pieno (citato in LEOM) |

### Vals
| Stemma | Casato e blasonatura |
| ------ | --- |
|        | Valsania o Valzania (Montà, Cherasco) Titolo: consignori di Sant'Albano D'azzurro, a tre bande, la centrale d'oro, le laterali d'argento, frammezzate da due stelle, d'oro Motto: Nec rumpitur undis (citato in (13))                                 |
|        | Valseca (Sicilia) Titolo: barone di Caddimeli d'argento, al leone di rosso rampante ad un albero di verde (citato in Mango e in (17)) Corona di barone (Cenno storico in Famiglie nobili di Sicilia (archiviato dall'url originale il 5 marzo 2016).) |
|        | Valsecchi troncato: a) di oro all'aquila coronata, di nero, linguata di rosso; b) d'azzurro a due gigli di oro (citato in SPRE – Vol. I pag. 468) |

### Valv
| Stemma | Casato e blasonatura |
| ------ | --- |
|        | Valva d'argento, alla fascia di rosso, accompagnato da otto merlotti di nero, posti in cinta (citato in SPRE – pag. 455) alias d'argento, alla fascia di rosso, accompagnato da nove uccelli di nero, cinque in capo, 1, 2 e 2 quello di mezzo ed in capo coronato d'oro, e quattro in punta rivoltati, 2 e 2 (citato in SPRE – Vol. IX pag. 249) |
|        | Valvano (Guardia dei Lombardi) (d'azzurro, alla banda scaccata di rosso e d'argento di due file) (citato in Araldica di Guardia dei Lombardi.) |
|        | Valvano (Guardia dei Lombardi) d'argento, alla fascia d'azzurro (citato in Araldica di Guardia dei Lombardi.) |
|        | Valvasone (Udine) leone rampante di rosso su argento (citato in LEOM) |
|        | Valvasone (Udine) leone rampante di rosso coronato di oro su argento (citato in LEOM) |
|        | Valvasone (Udine) leone rampante di rosso su argento - lupo rampante di nero su argento - leone rampante tagliato di rosso e di argento su tagliato di argento e di rosso (citato in LEOM) |
|        | Valvasori (Torino, Padova) torre di argento (2palchi) merlata alla guelfa cimata da aquila di nero su rosso finestrata e aperta del campo su ristretto di verde bagnato verso la punta dello scudo da fiume ondato di argento con - barchetta guidata da 3 rematori dei quali il secondo rivolto tutto al naturale su rosso (citato in LEOM)      |
|        | Valvasori (Padova) castello a una torre merlato alla ghibellina di argento cimato da una aquila di nero su terrazzo di verde uscente dalla troncatura sul rosso del troncato di rosso e mareggiato di argento fluttuoso di azzurro - detto mare caricato da una barca con 3 vogatori in piedi tutto al naturale (citato in LEOM)                  |
|        | Valvassori o Vavasori (Bergamo) castello a una torre di argento aperto e finestrato di nero merlato alla guelfa su un monte pizzuto di verde uscente dalla punta su azzurro - 2 gigli di argento posti in fascia ai lati della torre su azzurro (citato in LEOM)                                                                                  |
|        | Valvassori o Vavasori (Bergamo) castello a 2 torri merlate alla guelfa di argento affiancato da 2 gigli dello stesso su azzurro - 2 scaglioni di argento su oro (citato in LEOM) |
|        | Valvassori o Vavasori (Bergamo) castello a 2 torri merlate alla guelfa di argento affiancato da 2 gigli dello stesso su azzurro - fasciato increspato di argento e di oro (citato in LEOM) |
|        | Valvassori o Vavasori (Bergamo) aquila di nero coronata di oro su oro - castello merlato alla guelfa di 5 pezzi di argento aperto e finestrato di nero su rosso (citato in LEOM) |
|        | Valvassori o Vavasori (Bergamo) giglio troncato di argento e di azzurro su troncato di azzurro e di argento (citato in LEOM) |
|        | Valvassoribus de Serio o Valvassoribus de Sexto (la blasonatura non è stata ancora caricata) (citato in DAlena) |

### Van
| Stemma | Casato e blasonatura |
| ------ | --- |
|        | Van Axel Castelli (Venezia, Padova) scaglione di rosso su scudetto di oro su - sbarra di rosso su argento - 3 gigli di oro posti 2,1 su azzurro con il quartier franco sinistro di rosso caricato da una aquila di argento sul giglio in alto a sinistra - su aquila di nero su oro - torre di argento merlata alla guelfa aperta e finestrata di nero su azzurro (citato in LEOM) |
|        | Vandini d'argento, all'aquila di nero, rostrata e coronata d'oro, perticata e legata di rosso; col capo di Francia (citato in MONT – pag. 148) |
|        | Vando (Sacile) 3 stelle (8 raggi) di oro su sbarra di rosso su - colomba di argento sorante da un monte a 3 cime di verde uscente dalla punta su azzurro (citato in LEOM) |
|        | Vandoli (Bologna) leone rampante troncato di argento e di rosso su troncato di rosso e di argento - 4 stelle (5 raggi) di argento poste in fascia su azzurro in capo (citato in LEOM) |
|        | Vandone (Vigevano) Titolo: consignori di Cambiano, Chieri, Cortemilia Troncato d'azzurro e d'oro, ciascun punto a tre gigli dell'uno nell'altro, i primi ordinati in fascia alias Partito, al 1° d'azzurro, a tre gigli alternati con tre fiori di calendula, questi male ordinati, il tutto d'oro, e con il capo d'oro, carico di un'aquila di nero, coronata del campo; al 2° d'azzurro, a tre mezzelune d'oro, montanti (citato in (13)) |
|        | Vandone (Torino) 3 gigli di oro posti 2,1 alternati da 3 fiori di arancio dello stesso posti 1,2 su azzurro - capo d'Impero (sulla prima partizione) - 3 lune montanti di oro poste 2,1 su azzurro (citato in LEOM) |
|        | Vangelisti (Firenze) D'azzurro, alla banda d'argento caricata di tre rose di rosso, e accompagnata da tre stelle a sei punte d'oro, 2.1 (citato in ASFI) |
|        | Vanghetti (Empoli, Firenze) D'oro, all'aquila dal volo spiegato di nero, coronata del campo, sostenuta da un monte di sei cime d'argento e sormontata da un padiglione di rosso (citato in ASFI) |
|        | Vannelli (Firenze) Palato di sei pezzi d'argento e di rosso, al capo d'Angiò (citato in ASFI) |
|        | Vannelli (Firenze) Trinciato di... e di..., a sei stelle a otto punte, ordinate nel senso della partizione, tre a tre dell'uno nell'altro (citato in ASFI) |
|        | Vannelli (Pescia) Di..., al crescente montante di..., e al capo d'Angiò (citato in ASFI) |
|        | Vannelli (Siena) Di rosso, alla croce doppiomerlata d'argento (citato in ASFI) |
|        | Vannelli da Vescona (Siena) D'oro, allo scaglione diminuito di nero, sostenente un uccello posato al naturale, e accompagnato in punta da una lettera maiuscola B di... (citato in ASFI) |
|        | Vanneschi (Firenze, Livorno) Di..., alla fontana di tre bacini di..., zampillante di... (citato in ASFI) |
|        | Vannetti (Firenze) Troncato d'azzurro e di rosso, alla fascia diminuita passata sulla troncatura, e accompagnata nel primo da due stelle a sei punte ordinate in capo, e nel secondo da un monte di tre cime, il tutto d'oro (citato in ASFI) |
|        | Vannetti o Vannetti del Vaio (Toscana) (DE) Durch 1 goldenen Balken blau-rot geteilt: Oben 2 achtstrahlige goldene Sterne balkenweise, unten 1 schwebender silberner Dreiberg (citato in KHIF) |
|        | Vannetti (Loreto) monte a 6 cime di verde uscente dalla punta con un albero di pino nodrito sulla vetta più alta al naturale accompagnato da - 2 leoni controrampanti dello stesso tutto su azzurro (citato in LEOM) |
|        | Vanni o Vanni Calvello (Pisa, Palermo) Titolo: marchese di Roccabianca, San Leonardo; duca di Archirafi; principe di San Vincenzo di rosso, al cane levriere d'argento, ritto e collarinato d'oro (citato in SPRE – pag. 624, in Mango e in (17)) di rosso, col cane rampante d'argento, collarinato d'oro (citato in (17)) cane levriere rampante di argento collarinato di oro su rosso (citato in LEOM) Corona e mantello di principe (Cenno storico in Famiglie nobili di Sicilia (archiviato dall'url originale il 5 marzo 2016).) Ulteriori notizie storiche in Famiglie nobili di Sicilia.                                                                                      |
|        | Vanni (Firenze) D'azzurro, allo scaglione d'oro, accompagnato da tre gigli dello stesso, 2.1 (citato in ASFI) |
|        | Vanni (Pescia) D'azzurro, al leone d'oro attraversato dalla fascia di rosso e accompagnato in capo da una stella a otto punte d'oro, posta in mezzo a due semivoli addossati dello stesso (citato in ASFI) |
|        | Vanni (Pescia) (DE) In Blau 1 rotgezungter goldener Löwe, überdeckt von 1 erniedrigten roten Balken und oben begleitet von 1 schräggelegten goldenen Flügel, 1 achtstrahligen goldenen Stern und 1 schräglinksgelegten goldenen Flügel balkenweise (citato in KHIF) |
|        | Vanni (Pisa) Di..., al leone di... (citato in ASFI) |
|        | Vanni (Siena) Di rosso, al leone d'argento, impugnante colle zampe anteriori una croce dello stesso e nascente da una fascia abbassata d'oro (immagine presente nell'Archivio di Stato di Siena) |
|        | Vanni (Leonessa, Roma) monte a 3 cime di argento uscente dalla punta sostenente un gallo rivolto al naturale afferrante con la gamba sinistra alzata una rosa dello stesso su azzurro - fascia di argento su troncato di rosso e di nero - toro passante al naturale sormontato da stella (7 raggi) di argento sul rosso - monte a 3 cime di argento uscente dalla punta sul nero (citato in LEOM) |
|        | Vanni da Rena (Pisa) Troncato in scaglione di... e di... (citato in ASFI) |
|        | Vanni degli Onesti (Gorizia, Cividale, Dolegna del Collio) testa di bue di oro in maestà (riscontro di bue) su azzurro (citato in LEOM) |
|        | Vanni del Drago (Firenze) D'azzurro, a tre voli d'argento, 2.1, accompagnati in capo da una stella a otto punte d'oro (citato in ASFI) |
|        | Vanni della Scala (Firenze) D'azzurro, allo scaglione d'argento, accompagnato da tre gigli d'oro, 2.1 (citato in ASFI) |
|        | Vanni di Donato (Siena) D'oro, alla banda di rosso (citato in ASFI) |
|        | Vanni di San Vincenzo e Vanni di Archirafi (Palermo) Titolo: principe di San Vincenzo, duca di Archirafi / nobile dei principi di San Vincenzo col trattamento di Don e Donna di rosso, al cane levriere d'argento, ritto e collarinato d'oro (citato in (14)) |
|        | Vanni Tiani (Pistoia) Di rosso, al cane rampante d'argento, collarinato di verde (citato in ASFI) |
|        | Vannicelli Casoni o Vanni Celli Trulli o Vannicelli Trulli Vanni (Amelia, Roma) 2 busti di fanciulli uno moro vestito di rosso e l'altro di carnagione vestito di argento in maestà attorcigliati da una unica fascia di argento uscenti dalla troncatura su oro - 3 sbarre di nero su argento - torre a 2 palchi di argento sormontata da - 3 stelle (5 raggi) di oro poste 1,2 su azzurro - tempietto di argento esagonale coperto da una cupoletta su terrazzo di verde uscente dalla punta sormontato da 7 stelle (5 raggi) di argento poste in scaglione tutto su azzurro (citato in LEOM)                                                                                        |
|        | Vannicini Pillotti (Siena) D'azzurro, allo scaglione d'oro accompagnato da tre crescenti montanti dello stesso, 2.1 (citato in ASFI) |
|        | Vannini (Siena) D'azzurro, al sole d'oro accompagnato nel cantone destro del capo da una cometa ondeggiante in banda dello stesso (citato in ASFI) |
|        | Vannini (Pistoia) D'azzurro, all'albero di palma sradicato di verde, sormontato da tre stelle a otto punte d'oro, 1.2 (citato in ASFI) |
|        | Vannini (Pistoia) (DE) In Blau 1 grüner Baum, oben begleitet von 3 achtstrahligen goldenen Sternen balkenweise (citato in KHIF) |
|        | Vannini (Pescia) Di..., a tre steli spigati (o spighe) di grano di..., nodriti sulle tre vette alte di un monte di sei cime di... (citato in ASFI) |
|        | Vannini (Firenze) D'azzurro, al gallo d'oro, crestato, barbato, linguato e armato di rosso (citato in ASFI) |
|        | Vannini (Firenze) D'azzurro, alla pianta di felce al naturale nodrita sul terreno dello stesso (citato in ASFI) |
|        | Vannini o Vannini del Carro (Toscana) (DE) In Blau 1 1 nach oben gewölbten natürlichen Boden besetzender grüner Baum (citato in KHIF) |
|        | Vannini (Firenze) D'azzurro, alla pianta di felce di verde nodrita sul terreno al naturale e accompagnata da tre stelle a otto punte d'oro, una in capo e due ai fianchi (citato in ASFI) |
|        | Vannini della Scala (Firenze) D'azzurro, alla colomba volante d'argento, illuminata, imbeccata e membrata di rosso, tenente nel becco un ramo d'olivo di verde, e posta in mezzo a tre stelle a otto punte d'oro, 2.1 (citato in ASFI) |
|        | Vannis o Vannis Iacobus (Toscana) (DE) In Blau 1 abgerissener goldener Hirschkopf in der Bruststelle (citato in KHIF) |
|        | Vannozzi (Pistoia) D'argento, al monte di sei cime d'oro sostenente due draghi addossati, quello di destra di rosso e quello di sinistra di verde, nascenti dalla cima; il tutto sormontato da una corona radiata d'oro (citato in ASFI) |
|        | Vannozzi (Empoli) Di..., alla scimmia levata di..., talvolta cinta di..., tenente con la zampa destra un giglio (o fiore, o spiga) di... (citato in ASFI) |
|        | Vannozzi (Arezzo, Firenze) Di..., alla banda di... caricata di tre aquilotti di... posti nel senso della pezza, e accompagnata da due rose di..., 1.1 (citato in ASFI) |
|        | Vannucchi (Firenze) Troncato, alla fascia merlata rovescia di rosso passata sulla troncatura: nel 1° d'argento, al leone leopardito al naturale sostenuto dalla fascia; nel 2° d'azzurro, a due alberi al naturale nodriti sul terreno dello stesso (citato in ASFI) |
|        | Vannucchi (Firenze) fascia di rosso merlata solo inferiormente di 7 pezzi su troncato di argento e di azzurro - leone passante al naturale sull'argento - 2 alberi di pino nodriti su 2 monti uscenti dalla punta tutto al naturale sull'azzurro (citato in LEOM) |
|        | Vannucchi (Napoli) Titolo: marchesi d'azzurro a due alberi sopra le colline, il tutto al naturale, col capo carico di un leone di rosso, sostenuto da una fascia dello stesso colore merlata (citato in (14)) 2 alberi nodriti su 2 colline uscenti dalla punta tutto al naturale su azzurro - leone passante di rosso su oro in capo - trangla di rosso merlata solo inferiormente di 7 pezzi (citato in LEOM) |
|        | Vannucci (Firenze) Trinciato: nel 1° di..., al leone leopardito di..., passante sulla partizione; nel 2° di..., a tre fasce di... (citato in ASFI) |
|        | Vannucci (Firenze) Troncato d'azzurro e di rosso, a tre stelle a sei punte d'oro nel primo, 1.2; e alla fascia d'argento passata sulla troncatura (citato in ASFI) fascia di argento su troncato di azzurro e di rosso - 3 stelle (6 raggi) di oro poste 1,2 sull'azzurro (citato in LEOM) |
|        | Vannucci (Toscana) (DE) Durch 1 silbernen Balken blau-rot geteilt: Oben 3 achtstrahlige goldene Sterne, 1:2 gestellt (citato in KHIF) |
|        | Vannucci (Toscana) (DE) Unter 1 silbernen Schildhaupt, darin 1 schreitender goldener Löwe, in Blau 2 naturfarbene Laubbäume, 1 natürlichen grünen Boden besetzend und oben begleitet von 1 oben anstoßenden dreilätzigen roten Turnierkragen (citato in KHIF) |
|        | Vannucci (Pescia) Di..., alla ruota di sei raggi di... alias Di..., alla ruota di otto raggi di... (citato in ASFI) |
|        | Vannucci (Pisa) D'azzurro, alla banda d'oro caricata di tre aquilotti di nero, posti e ordinati nel senso della pezza (citato in ASFI) |
|        | Vannucci (Palermo) Titolo: marchese di Santa Maria dei Balchini, principe di Sant'Antonino, principe di Petrulla, duca di San Biagio, duca di Angiò, duca di Ravanusa Castellana, barone di Noara, barone di Montallegro, barone di Bagattano d'azzurro alla torre e tre stelle d'oro (citato in (14)) d'azzurro, alla torre sormontata da tre stelle male ordinate, il tutto d'oro (citato in Mango e in (17)) torre merlata di 3 pezzi alla guelfa di oro aperta e finestrata del campo accompagnata da - 3 stelle (5 raggi) dello stesso poste 1,2 tutto su azzurro (citato in LEOM) (Cenno storico in Famiglie nobili di Sicilia (archiviato dall'url originale il 5 marzo 2016).) |
|        | Vannucci da Morello (Firenze) Di..., al monte di sei cime di... (citato in ASFI) |
|        | Vannuccini (Arezzo) D'azzurro, alla fascia abbassata d'oro, accompagnata in capo da un crescente montante d'argento, e in punta da un giglio d'oro; il tutto sormontato da un lambello a tre pendenti di rosso (citato in ASFI) |
|        | Vannutelli o Vannutelli Rey (Roma) scaglione di oro su azzurro accompagnato in capo da 3 stelle (8 raggi) di oro poste 1,2 - e in punta da 3 gigli di oro posti 1,2 (citato in LEOM) |
|        | Vannutelli o Vannutelli Rey (Roma) scaglione di oro su troncato in scaglione di azzurro e di rosso accompagnato in capo da 3 stelle (8 raggi) di oro poste 1,2 sull'azzurro - e in punta da 3 gigli di oro posti 1,2 sul rosso (citato in LEOM) |
|        | Vannuzzi (Montepulciano) D'azzurro, al volo abbassato d'oro (citato in ASFI) |
|        | Vannuzzi (Toscana) (DE) In Blau 1 oben verbundenes goldenes Flügelpaar (citato in KHIF) |
|        | Vantini (Arezzo) D'azzurro, alla pantera rampante al naturale, accompagnata in capo da tre gigli d'oro ordinati fra i quattro pendenti di un lambello di rosso alias D'azzurro, alla pantera rampante al naturale, al capo cucito d'Angiò (citato in ASFI) |
|        | Vantini (Firenze) D'argento, al vaso biansato d'oro, infiammato di rosso, sostenuto da una base d'azzurro caricata di una stella a otto punte d'oro (citato in ASFI) |
|        | Vantucci (Firenze) Troncato: nel 1° d'argento, al leone nascente d'azzurro; nel 2° fasciato ondato dei due smalti; e alla fascia diminuita d'oro passata sulla troncatura (citato in ASFI) |
|        | Vanzi (Rimini) fascio di legni ardenti al naturale su terrazzo di verde uscente dalla punta su azzurro - cometa ondeggiante in palo di oro in alto accompagnata da - 2 stelle (6 raggi) dello stesso su azzurro (citato in LEOM) |
|        | Vanzo Mercante (Bassano del Grappa) 3 rose di rosso poste in fascia su troncato di oro e di - bandato di rosso e di azzurro (8 pezzi) (citato in LEOM) |

### Vaq
| Stemma | Casato e blasonatura |
| ------ | --- |
|        | Vaquer (Vacquer) (Villasor, Cagliari, Nuraminis, Sassari, Genova, Roma, Torino, Firenze) Titoli: nob, cav, don e donna Di rosso, troncato da una fascia d'argento caricata da una cometa d'azzurro, ondeggiante in fascia, accompagnata in capo da due teste di moro, attortigliate di bianco ed affrontate, ed in punta da due braccia recise, vestite di azzurro, decussate, impugnanti due spade incrociate, al naturale (citato in CROL, GUCA, SPRE, NBSD, (9)) cometa di azzurro in fascia coda a destra su fascia di argento su rosso - 2 teste di moro al naturale attorcigliate di argento affrontate in alto su rosso - 2 braccia destre recise vestite di azzurro impugnanti con le mani di carnagione 2 spade al naturale incrociate su rosso in basso (citato in LEOM) |

### Var
| Stemma | Casato e blasonatura |
| ------ | --- |
|        | Varagnolo (Chioggia) (la blasonatura non è stata ancora caricata) (citato in Araldica gentilizia (archiviato dall'url originale il 4 marzo 2016).) |
|        | Varani (Roma) di vaio in punta, al gonfalone papale d'oro, caricato delle chiavi di Santa Chiesa, una d'oro, l'altra d'argento, passate in croce di S. Andrea, legate d'azzurro (citato in MONT – pag. 168) (Immagine nell' Archivio Storico Capitolino (PDF).) |
|        | Varano (Cesena) (la blasonatura non è stata ancora caricata) (citato in BLCW) Immagine in Blasone Cesenate. |
|        | Varano (Camerino) vaiato in punta d'argento e di verde. Lo scudo accollato dall'aquila imperiale (citato in (25)) |
|        | Varda (Venezia, Roma, Trieste, Ossero (Croazia)) fascia di rosso su - graticolato di oro su azzurro (citato in LEOM) |
|        | Vardulli (Pistoia) D'azzurro, al grifone d'oro e alla banda attraversante di rosso (citato in ASFI) |
|        | Varello (Rivarossa) Partito, al 1° di [...]. al fiore di [...] sradicato, al 2° partito controscaglionato con gli scaglioni rovesciati, di rosso e d'argento Motto: Minus gauderis minus doleris (citato in (13)) |
|        | Varese o Varesi di Rosate (Zanica) castello a 2 torri di oro aperto e finestrato del campo le torri cimate da 2 colombe di argento affrontate tra i 2 merli alla ghibellina - ramo di rosaio fiorito di 2 pezzi di argento fogliato di verde uscente dal castello fra le torri tutto su azzurro (citato in LEOM) |
|        | Vargas Machuca o De Vargas Machuca o Vargas o Vargas Macchucca o Vargas Macciucca (Napoli, Roma, Spagna) Titolo: barone de l'Hospital; conte di Urgel, Porto, del S. R. I.; marchese di S. Vicenzo, Positano, Matino, Trevico, S. Marco, Collelongo, Chanteneuf, Vatolla; duca di Vargas, Isola, Rocca Mandolfi; principe di Casapesenna, Migliano, Ischitella d'argento a tre onde azzurre (arma antica) (citato in (16)) alias d'argento a tre onde azzurre con la bordura di 8 pezzi alternati: di rosso al castello d'oro (Castiglia) e d'argento al leone rosso coronato d'oro (Leon). Lo scudo accollato all'aquila bicipite dell'Impero (citato in (16)) alias spaccato, nel 1° d'argento al braccio armato vestito di ferro, movente dalla sinistra dello scudo ed armato di clava; nel 2° d'argento con tre fasce ondate azzurre. Lo scudo accollato all'aquila imperiale bicipite (citato in (16)) Cimiero: un braccio armato tenente una clava Motto: Asi machuca Notizie storiche in Nobili napoletani. |
|        | Varini (Bologna) cinghiale passante di nero su terrazzo di verde uscente dalla punta davanti ad una verga posta in palo terminante con un anello dal quale passano 2 catene in sbarra e in banda di 3 maglie di oro su argento - capo d'Angiò (citato in LEOM) |
|        | Varisano (Sicilia) Titolo: signore di Balatella Grande, signore di Pasquasia d'oro alla fascia di verde caricata di verde di tre stelle del campo (citato in (14), in Mango e in (17)) 3 stelle (5 raggi) di oro su fascia di verde su oro (citato in LEOM) alias d'azzurro al leone d'oro coronato con la banda d'azzurro orlata d'oro e caricata da tre stelle dello stesso colore (citato in (14), in Mango e in (17)) 3 stelle (5 raggi) di oro su banda di azzurro bordata di oro su - leone rampante coronato di oro su azzurro (citato in LEOM) Motto: Frusta nuut (Cenno storico in Famiglie nobili di Sicilia (archiviato dall'url originale il 5 marzo 2016).) Ulteriore ragguaglio storico in Famiglie nobili di Sicilia (archiviato dall'url originale il 5 marzo 2016). |
|        | Varisco (Chioggia) (troncato di rosso e d'azzurro, alla fascia-palo d'argento attraversante sulla partizione e sul capo) (citato in Araldica gentilizia (archiviato dall'url originale il 4 marzo 2016).) |
|        | Varna (Pisa) D'oro, alla fascia d'azzurro (citato in ASFI) |
|        | Varnesi (Firenze) D'azzurro, al leone al naturale tenente con la branca anteriore destra una stella a sei punte d'oro, e alla banda attraversante di... caricata di tre stelle a sei punte d'oro (citato in ASFI) |
|        | Varone (Ponderano) Titolo: consignori di Castellengo Inquartato, al 1° e 4° d'argento, partito di tre tiri in palo e troncato di tre file in fascia, al 2° e 3° di rosso alias Inquartato, al 1° e 4° d'oro, partito di tre tiri in palo e troncato di tre file in fascia, al 2° e 3° di rosso (citato in (13)) |
|        | Varpelli (Cherasco) D'azzurro, al leone d'oro, illeopardito, con il capo d'oro, carico di un'aquila bicipite, di nero (citato in (13)) |
|        | Varrò o Varrone (Moncalieri, Ginevra) Titolo: signori di Choulex (Ginevra) Di rosso, al leone d'oro, sormontato da due stelle dello stesso (citato in (13)) |
|        | Varrone o Varoni (Cuneo) Titolo: nobile Inquartato, al 1° e 4°, partito di due e troncato di uno, che danno sei punti di argento e di nero, al 2° e 3° d'argento, alla rosa di rosso (citato in (13) e in (19)) inquartato, nel 1º e 4º porta sei quadri a modo di scacchi tre d'argento, e tre neri; nel 2º e 3º un a rosa rossa in campo d'argento (citato in (19)) Cimiero: un'aquila d'argento con le ali spiegate caricata nel petto di una rosa rossa, e di quattro punti di scacchi per caduna delle ali due d'argento, e due di nero / l'aquila di nero, caricata in petto, di una rosa di rosso, colle ali caricate di quattro scacchi, per caduna, d'argento e di nero Motto: Nec fulmina terrent |
|        | Varzi (Varzi, Alessandria) Di rosso, al leone d'argento alias Di rosso, al leone d'oro (citato in (13)) |

### Vas
| Stemma | Casato e blasonatura |
| ------ | --- |
|        | Vasari (Firenze) Di..., a due bisce guizzanti in palo affrontate di..., e alla fascia attraversante semipartita e controfasciata di tre pezzi di... e di... alias Di..., a due bisce guizzanti in palo affrontate di..., e alla fascia attraversante semipartita e controfasciata di tre pezzi di... e di..., il tutto abbassato sotto il capo di Santo Stefano (citato in ASFI) |
|        | Vasaturo (Napoli) Titolo: duca, marchese di Montorio di rosso al vaso d'argento (citato in (14)) vaso di argento a 2 anse simile ad una coppa su rosso (citato in LEOM) |
|        | Vaschi (Roma) tagliato cuneato di 3 pezzi di oro su azzurro (citato in LEOM) |
|        | Vasco (Mondovì) Titolo: conti di Bastia e Carassone; signori di Torre Bormida, Vasco; consignori di Castellino Tanaro, Ceva, Monastero, Morozzo, Niella, Ruffia, S. Albano, S. Michele, Torre Mondovì Di rosso, alla banda d'oro, accostata da due filetti, d'argento Motto: Got du bist mein got (citato in (13)) |
|        | Vasco o Guasco (Torino?) Titolo: signori di Altessano Superiore; consignori di Altessano, Borgaro, Cambiano, Cervere, Chieri, Villarbasse Fasciato d'azzurro e d'argento alias D'argento, a tre fasce d'azzurro alias Inquartato, al 1° e 4° d'argento, alla colonna di rosso, accollata da una vite al naturale (Vignola di Asti), al 2° e 3° d'oro al leone di nero, armato e linguato di rosso, con la banda del secondo attraversante (Canalis), sul tutto, fasciato d'azzurro e d'argento (citato in (13)) |
|        | Vasco o Gaschi (Chieri) Titolo: consignori di Bonavalle Tagliato, scalinato, d'azzurro e d'oro (citato in (13)) |
|        | Vasellari (Asolo) (la blasonatura non è stata ancora caricata) (citato in DAlena) |
|        | Vaselli (Firenze) D'azzurro, al fascio di fiori di rosso, stelati e fogliati di verde, nodrito in un vaso biansato di rosso; e alla banda abbassata attraversante di..., il tutto accompagnato in capo da una stella a otto punte d'oro (citato in ASFI) |
|        | Vaselli (Cesena) (la blasonatura non è stata ancora caricata) (citato in BLCW) Immagine in Blasone Cesenate. |
|        | Vasile (Molise) D'azzurro al vaso d'oro, piantato di basilico al naturale e sormontato da tre stelle d'argento, ordinate nel capo (citato in DAlena) |
|        | Vasino (Tropea) D'azzurro al vaso d'oro accompagnato in capo da tre stelle ad otto punte bene ordinate d'argento (citato in BLCL) |
|        | Vasino (Tropea) di azzurro al vaso d'oro accompagnato in capo tre stelle ad otto punte d'argento (citato in BLCL) Immagine in Tropea Magazine. |
|        | Vassalla o Vassallo (Ovada) D'oro, all'albero al naturale, nodrito sulla pianura di verde; col capo d'azzurro, alla corona d'oro, sostenuto da una fascia d'argento, caricata di tre tortelli d'oro (citato in (22)) |
|        | Vassallo (Dogliani) Titolo: conte di Castiglione Falletto; signore di Castiglione Falletto D'argento, al vaso con piedestallo, d'oro, pieno di fiori al naturale, addestrato da un leone di rosso, rivoltato, il tutto sopra la campagna, di verde (citato in (13)) d'argento al vaso pieno di fiori al naturale posto sopra un piedistallo d'argento, sostenuto da una campagna di verde ed addestrato da un leone di rosso rivolto (citato in (19)) alias D'argento, alla campagna di verde, sostenente un vaso, con piedestallo e con fiori in esso nutriti, al naturale (citato in (13)) |
|        | Vassallo o Vassalli (Vercelli) Titolo: conti di Favria Di rosso, alla banda d'oro (citato in (13) e in (19)) Motto: Vince in bono malum |
|        | Vassallo o Vassalo (Cherasco, Cuneo) Titolo: consignore di Priero, Robassomero D'azzurro, al vaso d'oro, con cinque rami di giglio di giardino, al naturale, nutriti nel vaso (citato in (13)) di azzurro con un vaso d'oro con una pianta in esso di cinque rami di gigli al naturale d'argento (citato in (19)) Cimiero: una vergine scapigliata tenente nella sinistra mano altri cinque rami di gigli simili e con la destra il breve col motto Motto: Immensa puritate |
|        | Vassallo (Acqui) Titolo: consignori di Montabone Troncato, al 1° di rosso, al mastio fortificato di tre torri, d'argento, al 2° d'oro, al delfino, di rosso (citato in (13)) |
|        | Vassallo (Biella) D'argento, alla banda di rosso, ripiena d'oro, con il capo d'azzurro, carico di un vaso dipinto d'oro e di rosso alias D'argento, a due bande di nero, con il capo del secondo, carico di un vaso d'oro Motto: Exortum est in tenebris lumen rectis (citato in (13)) |
|        | Vassallo (Palermo) Titolo: nobile; barone di Risabea, Raffudi, Ratto d'azzurro troncato da un filetto di nero: nel 1° alla croce d'oro, caricata nella parte superiore del monogramma costantiniano di rosso, ed accostata in punta da due mezzelune montanti d'argento; nel 2° al leone accompagnato in punta da due gigli ed attraversato da una sbarra, il tutto d'oro. Intorno allo scudo la bordura d'oro carica del motto “In hoc signo vinces” di nero, intramezzato da quattro torri dello stesso cimate da una bandiera d'argento, crociata di rosso, svolazzante a sinistra (citato in (14)) troncato: nel primo d'azzurro, alla croce d'oro, caricata nel capo del monogramma costantiniano di rosso, ed accompagnata in punta da due mezze lune montanti d'argento; nel secondo d'azzurro, al leone accompagnato in punta da due gigli ed una sbarra attraversante, il tutto d'oro; colla bordatura d'oro caricata da quattro castelli di rosso cimati da una banderuola dello stesso, svolazzante a destra e il motto IN HOC SIGNO VINCES, posto in cinta (citato in Mango e in (17)) diviso; nel 1° d'azzurro con una croce d'oro, caricata nel capo dal monogramma costantiniano, ed accompagnato da due lune crescenti d'argento; nel 2° d'azzurro (concessione di rè Alfonso), con un leone, accompagnato in punta da due gigli, ed una sbarra attraversante, il tutto d'oro. La bordura d'oro, caricata dal motto in hoc signo vinces, intramezzato da quattro torri di nero, ciascuna sormontata da una bandiera d'argento, caricata da una croce rossa svolazzante a sinistra (citato in (17)) Lo scudo in petto dell'aquila bicipite coronata d'oro nelle due teste, linguata di rosso, armata e beccata d'oro, al volo abbassato, sormontata dalla corona imperiale (Cenno storico in Famiglie nobili di Sicilia (archiviato dall'url originale il 12 maggio 2009).) Ulteriore ragguaglio storico in Famiglie nobili di Sicilia (archiviato dall'url originale il 5 marzo 2016). |
|        | Vassallo (Palermo) filetto in fascia di nero su azzurro - croce di oro su azzurro caricata nel braccio superiore dal monogramma A P caricata di una X e Omega di nero e accompagnato al basso da - 2 lune montanti di argento - sbarra di oro su - leone rampante dello stesso accompagnato al basso da 2 gigli posti in fascia sempre di oro su azzurro - bordura di oro caricata dal motto in lettere maiuscole di nero "IN _ HOC _ SIGNO _ VINCES" inframezzato da 4 torri dello stesso banderuolate di argento (citato in LEOM) |
|        | Vassallo (Napoletano) (la blasonatura non è stata ancora caricata) (citato in (16)) |
|        | Vassallo (Torino) vaso con piedistallo posto su terrazzo di verde uscente dalla punta su argento con pianta fiorita uscente dal vaso tutto al naturale (citato in LEOM) |
|        | Vassellini (Pistoia) D'azzurro, al monte di sei cime d'oro sostenente un gallo ardito al naturale, accompagnato nel cantone destro del capo da una stella a otto punte di rosso alias D'azzurro, al monte di sei cime d'oro sostenente un gallo ardito al naturale, accompagnato nel cantone destro del capo da una stella a otto punte d'oro (citato in ASFI) |
|        | Vastalegna (Benevento) Titolo: patrizio di Benevento d'azzurro al pino sulla pianura di verde, con tre uccelli al naturale sull'albero e sormontato da tre stelle d'argento in fascia (citato in (14)) albero di pino nodrito su terrazzo uscente dalla punta cimato da 3 uccelli posti in fascia tutto al naturale su azzurro - 3 stelle (6 raggi) di argento poste in fascia in alto su azzurro (citato in LEOM) |
|        | Vastalegna (Benevento) albero di pino al naturale su terrazzo di verde su azzurro - sole di oro uscente dal cantone destro del capo su azzurro (citato in LEOM) |
|        | Vastarini e Vastarini Cresi (L'Aquila, Napoli) Titolo: marchese di Sant'Antonio, patrizio dell'Aquila Partito: nel 1° di rosso al guerriero di profilo armato di mazza fermo sulla pianura erbosa, il tutto al naturale (Vastarini); nel 2° d'oro a due monti erbosi, uno più basso a destra col melograno nodrito sulla cima, l'altro più alto a sinistra sostenente un'aquila di nero, col volo abbassato, tenente un ramoscello con l'artiglio destro, tutto al naturale (Cresi) (citato in DAlena e in (14)) guerriero di profilo armato di tutte pezze afferrante con la sinistra una mazza che poggia sulla sua spalla sinistra posto su terrazzo di verde uscente dalla punta tutto al naturale su rosso - 2 monti di verde uscenti dalla punta il destro più alto cimato da - una aquila di nero ali abbassate (volo) afferrante con l'artiglio destro un ramoscello di olivo al naturale - l'altro più piccolo cimato da un albero al naturale di verde tutto su oro (citato in LEOM) alias Di rosso colla punta di verde, e con un guerriero armato di tutto punto al lato sinistro dello scudo (citato in DAlena) |
|        | Vasto (Sciacca) D'azzurro col capriolo d'oro (citato in (17)) (Cenno storico in Famiglie nobili di Sicilia (archiviato dall'url originale il 12 maggio 2009).) |

### Vat
| Stemma | Casato e blasonatura |
| ------ | --- |
|        | Vatrini (Livorno) Di..., alla fascia diminuita di..., sostenente tre aquilotti bicipiti di..., e accompagnata in punta da tre rose di..., ordinate in fascia (citato in ASFI) |

### Vau
| Stemma | Casato e blasonatura |
| ------ | --- |
|        | Vaudagna (Torino) D'azzurro, al leone d'oro, tenente un ramo di quercia, dello stesso, con il capo di argento, carico di un'aquila coronata, di nero Motto: In viribus praetium (citato in (13))                                      |
|        | Vaudan (Aosta) D'argento, al castello di rosso, la torre di sinistra più bassa e più piccola, con una grande porta, del campo, trilobata, e un orso di nero, legato alla porta dello stesso, passante nella medesima (citato in (13)) |
|        | Vautero (Saluzzo) D'azzurro, all'aquila coronata, d'oro (citato in (13)) |
|        | Vauzana (Cavallermaggiore) D'argento, a tre fasce, la mediana di nero, le laterali di rosso, accompagnate da tre (sei?) stelle, di nero (citato in (13))                                                                              |

### Vav
| Stemma | Casato e blasonatura |
| ------ | --- |
|        | Vavassori (Prato, Firenze) D'azzurro, all'aquila bicipite dal volo abbassato di nero, caricata nel cuore di uno scudetto d'azzurro bordato d'oro, sovraccaricato di una torre d'argento, talvolta accostata in capo da due gigli d'oro alias D'azzurro, all'aquila bicipite dal volo abbassato di nero, caricata nel cuore di uno scudetto d'azzurro bordato di rosso, sovraccaricato di una torre d'argento, talvolta accostata in capo da due gigli d'oro alias Partito: nel 1° d'oro, all'aquila bicipite di nero, coronata del campo sulle due teste; nel 2° d'azzurro, alla torre d'argento (citato in ASFI) |

### Vay
| Stemma | Casato e blasonatura |
| ------ | --- |
|        | Vayola (Sicilia) D'azzurro, con un leone coronato d'oro, tenente con le zampe d'innanzi un V maiuscolo dello stesso, contenente tre vajuole d'argento 2, 1 (citato in (17)) Corona di barone (Cenno storico in Famiglie nobili di Sicilia (archiviato dall'url originale il 12 maggio 2009).) |